# Sphodros
Sphodros es un género de arañas migalomorfas de la familia Atypidae. Se encuentra en Norteamérica.

## Lista de especies
Según The World Spider Catalog 11.5:
- Sphodros abboti Walckenaer, 1835
- Sphodros atlanticus Gertsch & Platnick, 1980
- Sphodros coylei Gertsch & Platnick, 1980
- Sphodros fitchi Gertsch & Platnick, 1980
- Sphodros niger (Hentz, 1842)
- Sphodros paisano Gertsch & Platnick, 1980
- Sphodros rufipes (Latreille, 1829)